# Free Download Manager

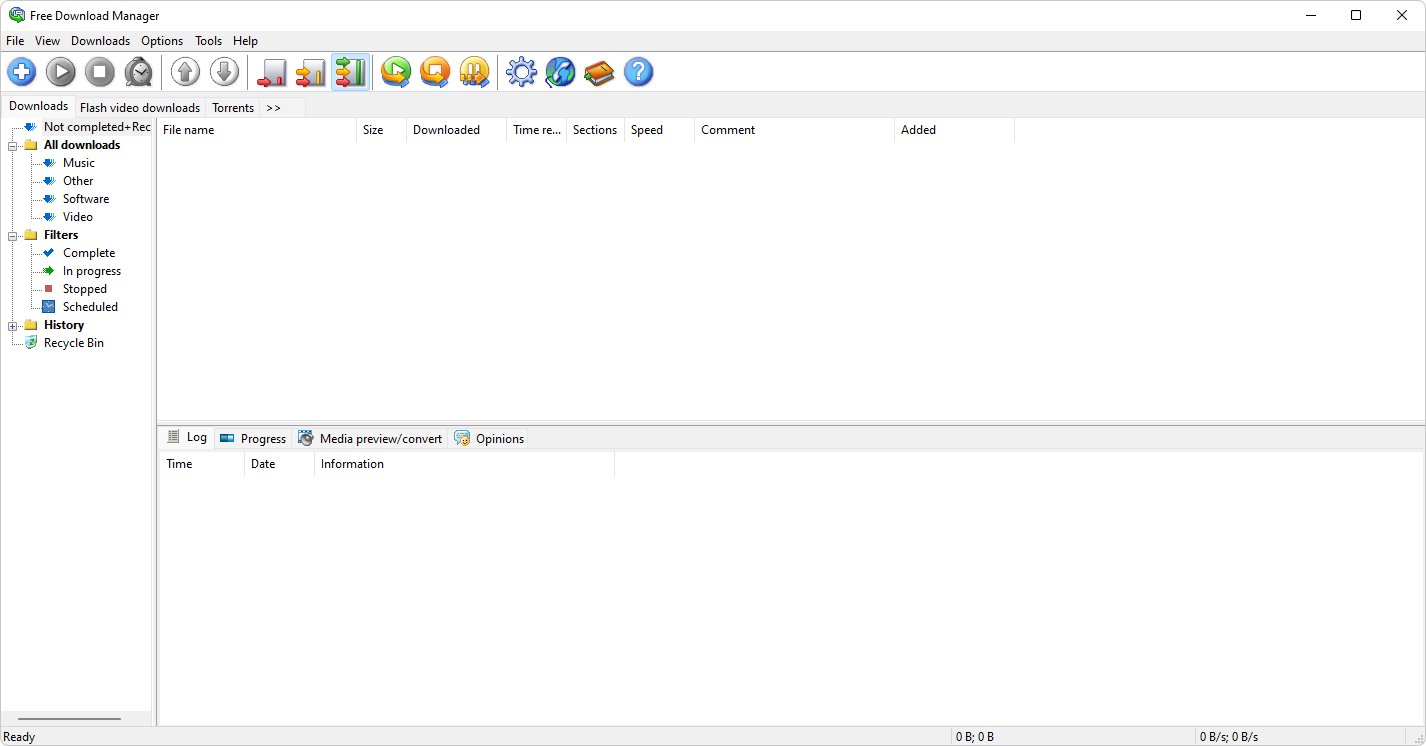
Página principal

Free Download Manager é um gerenciador de downloads gratuito e código aberto para Windows, macOS, Android e Linux (Debian), com suporte a BitTorrent. Recebeu alguns prêmios, dentre eles 5/5 Editor's Pick da Software Informer.

## Características
- Permite o limite da velocidade de download em 3 níveis: Modo lento, Modo médio e Modo rápido;
- Descarrega um arquivo de diversos servidores;
- Capacidade de dividir o arquivo em várias partes para aumentar a velocidade chegando até 10x mais;
- Suporte a vários idiomas, 30 no total, incluindo português brasileiro e português europeu;
- Desligar o computador quando terminado o download;
- Suporta BitTorrent, HTTP, Hyper Text Transfer Protocol Secure (HTTPS) e FTP;
- Suporte para baixar vídeos de sites, como o Youtube (os downloads do YouTube não estão mais disponíveis).
- Tem uma extensão para Google Chrome, Microsoft Edge e Mozilla Firefox
- Suporta Microsoft Windows, MacOS, Linux e Android